# Île Cuvier
L'île Cuvier (en anglais : Cuvier Island) est une petite île de la côte est de l'Île du Nord de la Nouvelle-Zélande située à l'embouchure orientale du détroit de Colville à 15 km au nord des îles Mercure et à 23 km environ au sud-est de l'île de la Grande Barrière.

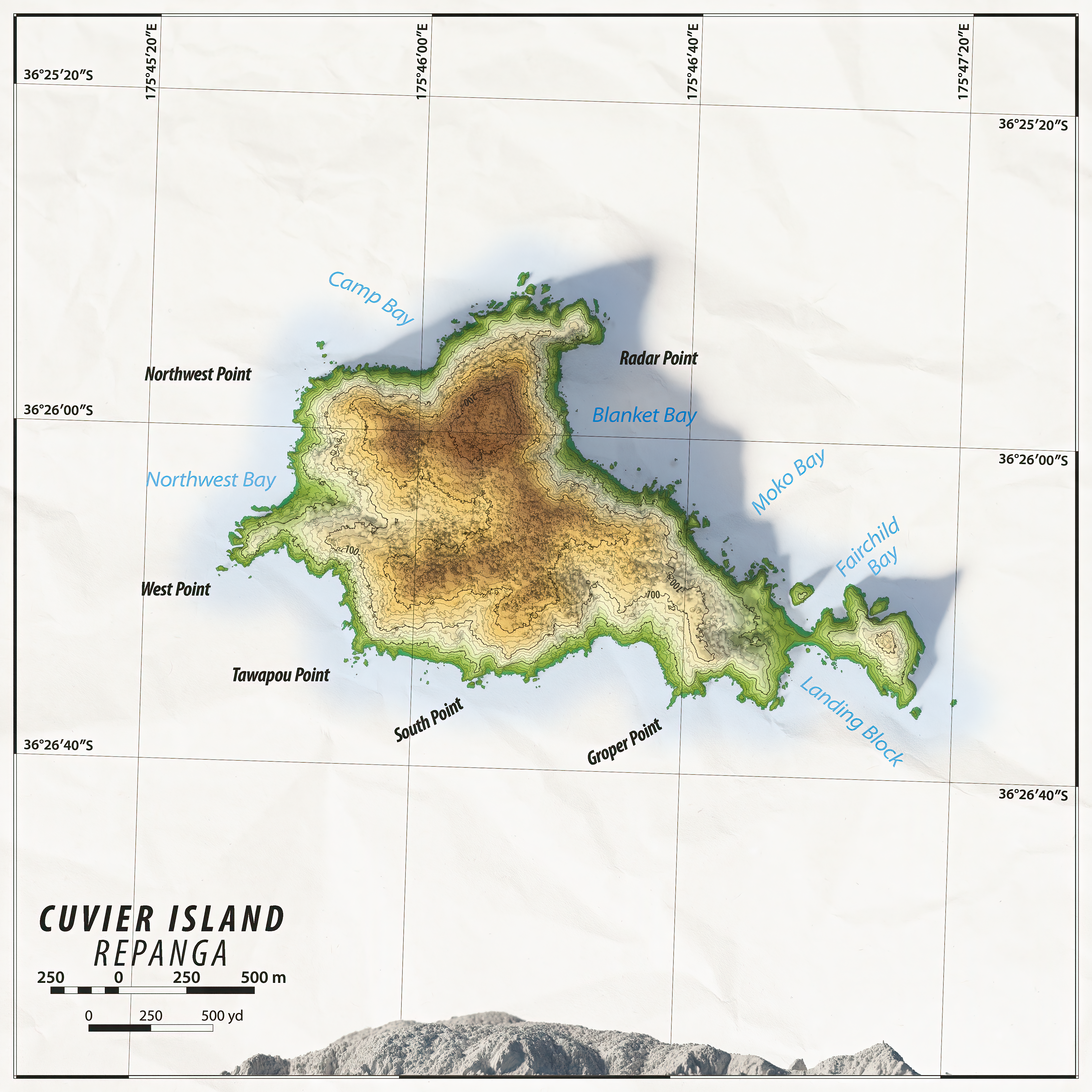
Carte topographique de l'île Cuvier

L'île Cuvier a été nommée en l'honneur de Georges Cuvier célèbre anatomiste français, par le navigateur et explorateur français, Jules Dumont d'Urville.
L'île est une réserve naturelle, gérée par le New Zealand Department of Conservation. C'est sur cette île que l'on trouve le phare de l'île Cuvier qui a été construit en 1889.